# Bătălia de la Brienne
Bătălia de la Brienne-le-Château, purtată în apropiere de Bar-sur-Aube, a opus o armată franceză, sub comanda lui Napoleon I, „armatei Silezie”, aflate sub comanda Feldmareșalului Blücher. Bătălia a fost o întâlnire de trupe, în condițiile în care prusacii își concentraseră forțele, după ce capturaseră un ofițer francez de legătură, care le-a predat ordinele Împăratului către mareșalul Mortier și generalii Colbert și Bordesoulle. Ordinele îi informează pe prusaci despre planul francez și, la fel de important, nu parvin comandanților francezi, astfel că aceștia sunt nevoiți să lupte în inferioritate numerică și fără a beneficia de prezența „Vechii Gărzi”. După o serie de acțiuni de cavalerie conduse de Grouchy și de subordonatul său, Lefebvre-Desnouettes împotriva cazacilor și a cavaleriei lui Olsufiev și Sacken, mareșalul Victor lansă un atac de infanterie, dar fără succes. Nici măcar sosirea lui Ney nu aduce succesul francezilor, care reușesc totuși, spre seară, să cucerească castelul și o parte din oraș. Aliații, deși superiori numeric, abandonează câmpul de bătălie în timpul nopții.